# Mikko Halvari
Mikko Halvari (né le 4 mars 1983 à Porvoo) est un athlète finlandais, spécialiste du décathlon.
Son meilleur total est de 7 736 points, obtenu en 2010. Il a obtenu la médaille de bronze aux Championnats du monde junior d'athlétisme 2002 à Kingston. Il a terminé 26e aux Jeux olympiques pour n'avoir eu aucune mesure à la perche.